# 다키타촌
다키타촌(滝田村)은 지바현 아와군에 일찍이 존재했던 촌이다. 현재의 미나미보소시의 북부에 해당한다.

## 역사
- 1889년 4월 1일 - 정촌제 시행에 의해 헤이군 다키타촌이 성립하였다.
- 1897년 4월 1일 - 헤이군이 통합해, 아와군이 되었다.
- 1953년 5월 1일 - 고쿠후촌, 이나미야촌과 합병해, 미요시촌이 신설해, 동일 다키타촌은 폐지되었다.
- 2006년 3월 20일 - 미요시촌이 도미우라 정, 도미야마 정, 시라하마 정, 지쿠라 정, 마루야마 정, 와다 정과 합병해, 미나미보소시가 신설되었다.